# Crna Trava
Crna Trava (srbsky Црна Трава) je vesnice nacházející se v jihovýchodní části Srbska, sídlo samostatné opštiny. Geograficky se nachází u hranice s Bulharskem a administrativně spadá pod Jablanický okruh. V roce 2011 zde žilo 338 obyvatel, počet obyvatel vsi od roku 1961 razantně klesá. Ještě v roce 1948 zde žilo přes dva tisíce lidí. Obyvatelstvo je v drtivé většině srbské národnosti.
Vesnice existovala již během turecké nadvlády nad Srbskem. Připojena k němu byla v roce 1878. V té době zde bylo jen 11 % obyvatel gramotných. Základní škola zde vznikla roku 1836. V roce 1923 získala Crna Trava statut městyse (varošica). Ve 30. letech 20. století sem byla zavedena elektřina a později zde existovala střední škola stavebnická.